# Errol Nolan
Errol Osbourne Nolan (* 18. August 1991 in Rosenberg, Texas) ist ein ehemaliger jamaikanisch-US-amerikanischer Sprinter, der sich auf den 400-Meter-Lauf spezialisiert hat. Mit der jamaikanischen 4-mal-400-Meter-Staffel gewann er 2014 die Bronzemedaille bei den Hallenweltmeisterschaften in Sopot.

## Sportliche Laufbahn
Erste internationale Erfahrungen sammelte Errol Nolan, der in Texas aufwuchs und ein Studium an der University of Houston absolvierte, bei den Juniorenweltmeisterschaften 2010 in Moncton, bei denen er für die USA in 46,36 s die Bronzemedaille über 400 Meter gewann und sich mit der US-amerikanischen 4-mal-400-Meter-Staffel in 3:04,76 min die Goldmedaille sicherte. Ab 2012 ging er international für Jamaika an den Start und nahm mit der Staffel an den Olympischen Sommerspielen in London teil und kam dort im Vorlauf nicht ins Ziel. 2013 wurde er NCAA-Hallenmeister über 400 Meter und im Jahr darauf gewann er bei den Hallenweltmeisterschaften in Sopot in 3:03,69 min gemeinsam mit Allodin Fothergill, Akheem Gauntlett und Edino Steele die Bronzemedaille hinter den Teams aus den Vereinigten Staaten und dem Vereinigten Königreich. 2016 beendete er dann seine aktive sportliche Karriere im Alter von 24 Jahren.

## Persönliche Bestzeiten
- 200 Meter: 20,77 s (+1,9 m/s), 15. Mai 2010 in Orlando
  - 200 Meter (Halle): 20,99 s, 25. Februar 2012 in Birmingham
- 400 Meter: 45,25 s, 1. Juli 2012 in Kingston
  - 400 Meter (Halle): 45,72 s, 8. März 2013 in Fayetteville